# Ceratogomphus
Ceratogomphus là một chi chuồn chuồn ngô thuộc họ Gomphidae. Nó gồm các loài:
- Ceratogomphus triceraticus